# 刘顺尧
刘顺尧（1939年12月24日—2002年12月30日），山东招远人，曾任中国人民解放军空军司令员，中国人民解放军空军上将军衔。

## 生平
1958年参加中国人民解放军，1961年加入中国共产党。
1958年2月至1959年1月，为陆军警卫排战士。1959年1月至1960年2月，为空军第一航空预备学校学员。1960年2月至1964年8月，为空军第五航空学校二团飞行学员。1964年8月至1981年11月，任空军航空兵师飞行员、副中队长、大队长、团长、副师长。1981年11月至1983年5月，任空军航空兵师师长。1983年5月至1985年8月，任乌鲁木齐军区空军指挥所副主任。1985年8月至1990年6月，任空军乌鲁木齐指挥所司令员。
1990年6月至1994年4月，任兰州军区空军副司令员。1994年4月至10月，任兰州军区副司令员兼兰州军区空军司令员、军区党委常委、军区空军党委副书记。1994年10月至1996年11月，任中国人民解放军空军副司令员、空军党委常委。1996年11月至2002年5月，任空军司令员、空军党委副书记。1988年9月，被授予空军少将军衔，1995年7月，晋升为空军中将军衔。2000年6月，晋升为空军上将军衔。
2002年12月30日，在北京逝世。